# Stanisław Śmiłowski
Stanisław Śmiłowski (ur. 19 kwietnia 1858 w Przyszowej, w pow. limanowskim, zm. w Nowym Sączu ?) – urzędnik, polityk ludowy, poseł do austriackiej Rady Państwa.

## Życiorys
Ukończył szkołę powszechną w Limanowej. Pracował jako urzędnik-kancelista w notariacie prowadzonym przez Franciszka Grossa w Limanowej, następnie w latach 1890–1893 w kancelarii notarialnej w Kołomyi. W 1893 r. powrócił do Limanowej i ożenił się z zamożną ziemianką Marią, dzieci nie mieli. Dzięki posagowi żony w 1895 nabył realność, na której zbudował kamienicę nieopodal rynku w Limanowej (obecnie siedziba Urzędu Gminy Limanowa). Kosztowną w utrzymaniu i obciążoną kredytami kamienicę wynajął w 1906 r. na lat 10 Skarbowi Państwa na siedzibę Starostwa Powiatowego w Limanowej.
Od 1907 działacz Polskiego Stronnictwa Ludowego, w latach 1911–1913 był członkiem Rady Naczelnej PSL. Po rozłamie, od 1913 członek PSL „Piast” i jego Rady Naczelnej. Członek Rady Powiatowej w Limanowej, wybrany z grupy gmin wiejskich (1913–1914).
Poseł do austriackiej Rady Państwa XII kadencji (17 lipca 1911 – 28 października 1918), wybrany z listy PSL w okręgu wyborczym dwumandatowym nr 39 (Limanowa – Mszana Dolna – Nowy Targ – Krościenko). W parlamencie należał do grupy posłów PSL i Koła Polskiego w Wiedniu.
Po utracie większości majątku podczas I wojny światowej po 1918 roku przeniósł się do Nowego Sącza, gdzie mieszkał jego brat.